# NGC 2481
NGC 2481 je galaksija u zviježđu Blizancima.

## Vanjske poveznice
- SEDS: NGC 2481